# Ghartchak
Ghartchak est une ville en Iran, capitale de la préfecture de Ghartchak (en), dans la province de Téhéran.
La ville compte 231 075 habitants en 2016.